# Garrett (Indiana)
Garrett es una ciudad ubicada en el condado de DeKalb en el estado estadounidense de Indiana. En el Censo de 2010 tenía una población de 6286 habitantes y una densidad poblacional de 630,24 personas por km².

## Geografía
Garrett se encuentra ubicada en las coordenadas 41°21′12″N 85°7′25″O / 41.35333, -85.12361. Según la Oficina del Censo de los Estados Unidos, Garrett tiene una superficie total de 9.97 km², de la cual 9.97 km² corresponden a tierra firme y (0%) 0 km² es agua.

## Demografía
Según el censo de 2010, había 6286 personas residiendo en Garrett. La densidad de población era de 630,24 hab./km². De los 6286 habitantes, Garrett estaba compuesto por el 95.9% blancos, el 0.45% eran afroamericanos, el 0.41% eran amerindios, el 0.45% eran asiáticos, el 0.1% eran isleños del Pacífico, el 1.16% eran de otras razas y el 1.54% pertenecían a dos o más razas. Del total de la población el 3.45% eran hispanos o latinos de cualquier raza.